# Paleologen

Het embleem van de Paleologen met de dubbelkoppige adelaar: het linkse hoofd (westen) symboliseert Rome, terwijl het rechtse hoofd (oosten) Constantinopel symboliseert.

De Paleologen (Grieks: Παλαιολόγος / Palaiologos, meervoud: Παλαιολόγοι / Palaiologoi) waren de laatste keizers van het Byzantijnse Rijk. Ze regeerden over de staat van 1259 tot aan de verovering van Constantinopel door de Ottomanen in 1453. De Paleologen stierven in 1502 met Andreas Paleologus in de mannelijke linie uit, die zijn troonaanspraken op Byzantium aan Karel VIII van Frankrijk en later aan Ferdinand de Katholieke van Spanje had afgestaan.
De familie beheerste van 1382 tot 1460 ook het despotaat van Morea (Mistra op het schiereiland Morea), dat meestal aan de troonopvolger werd toevertrouwd (secundogenituur). Door een erfenis komt een tak van de familie in 1305 in het bezit van het markgraafschap Montferrat in Noord-Italië, die in 1533 in vrouwelijke erfopvolging aan de familie Gonzaga overging.
Het huwelijk van grootvorst Ivan III van Moskou met Sophia Palaeologus, de nicht van de laatste Byzantijnse keizer Constantijn XI Paleologus, zorgde voor de Russische aanspraak op de morele en religieuze opvolging van het Byzantijnse Rijk, die onder andere door de overname van de dubbelkoppige adelaar in het Russische wapen wordt gestaafd.